# Крецулешти (Дамбовица)
Крецулешти (рум. Crețulești) насеље је у Румунији у округу Дамбовица у општини Матасару. Oпштина се налази на надморској висини од 168 m.

## Становништво
Према подацима из 2002. године у насељу је живело 434 становника, од којих су сви румунске националности.